# Grienden
De grienden (Globicephala) vormen een geslacht uit de familie van de dolfijnen (Delphinidae). Tot dit geslacht behoren twee soorten: de gewone griend (Globicephala melas) en de kleinere Indische griend (Globicephala macrorhynchus). Ze behoren tot de grootste soorten dolfijnen. Grienden behoren samen met enkele andere grotere dolfijnen tot de onderfamilie van de zwartvissen (Globicephalinae).

## Kenmerken
De kop is bolvormig met een lichtelijk uitstekende bovenlip. De rest van het lichaam is stevig. De grienden zijn zwart op de rug en de flanken. De buik van de griend is grijs, die van de Indische griend voornamelijk zwart. Op de kin zit een ankervormige, grijze vlek. De flippers zijn lang en sikkelvormig en de rugvin is vrij laag met een brede basis. De gewone griend heeft ietwat langere flippers dan de Indische griend. Ook heeft de gewone griend meer tanden. Mannetjes in dit geslacht worden groter dan vrouwtjes. Mannetjes worden 4,5 tot 7,6 meter lang en 2500 tot 3500 kilogram zwaar, vrouwtjes 3,3 tot 5,6 meter lang en 1300 tot 2500 kilogram zwaar.

## Leefwijze
Grienden komen voor in alle subpolaire tot tropische zeeën. Er is veel overlap tussen de verspreidingsgebieden van beide soorten. Ze leven voornamelijk in grote familiegroepen op open zee. De belangrijkste prooi is pijlinktvis en schoolvissen. Ze springen slechts zelden op uit het water. Volwassen mannetjes kunnen zeer agressief zijn tegenover andere mannetjes, en veel mannetjes hebben meerdere littekens over het lichaam.

## Voortplanting
Na een draagtijd van ongeveer vijftien maanden wordt één jong geboren van tussen de 140 en 180 centimeter lang. De zoogtijd duurt meer dan een jaar.
Er werd aangetoond dat beide soorten van dit geslacht kunnen hybridiseren.